# Sisyranthus rhodesicus
Sisyranthus rhodesicus är en oleanderväxtart som beskrevs av Weimarck. Sisyranthus rhodesicus ingår i släktet Sisyranthus och familjen oleanderväxter. Inga underarter finns listade i Catalogue of Life.